# Avro 508
L'Avro 508 est un avion prototype biplace de reconnaissance britannique de la Première Guerre mondiale.
Pour répondre à une demande du Ministère de l’Air britannique, qui souhaitait disposer d’un biplace d’observation avec l’observateur situé devant le pilote, disposition jugée préférable au début de la Première Guerre mondiale, Alliott Verdon-Roe et Roy Chadwick réalisèrent fin 1913 un appareil ressemblant étrangement au RAF FE.2. La cellule biplane était réalisée en bois avec revêtement entoilé, les ailes étant égales en envergure et non décalées. Sur le plan inférieur, une courte nacelle en bois permettait de loger d'avant en arrière un observateur, un pilote, le réservoir de carburant et le moteur entraînant une hélice propulsive. L’empennage était tenu par une poutre en mats métalliques encadrant l’hélice. L’ensemble reposait sur un train à roues et patins.
Assemblé en janvier 1914 et exposé en mars suivant à l’exposition aéronautique d’Olympia, à Londres, cet appareil en bois entoilé à ailes égales ne devait voler qu’en avril 1915. Cet appareil qui n’intéressait par le Royal Flying Corps servit de banc d’essais de moteurs à Hendon avant d’être démantelé en avril 1916.